# Roelof Hemmen
Roelof Hemmen (Rotterdam, 3 april 1963) is een Nederlandse radio- en televisiepresentator. 

## Carrière

### Krant
Na de havo op het Hoeksch Lyceum studeerde Hemmen enige tijd Frans en Nederlands aan de lerarenopleiding in Delft. Deze opleiding maakte hij niet af. Hij ging als leerling verslaggever bij de Zoetermeersche Courant werken. Later werd hij stadsverslaggever bij de Haagsche Courant, waar hij zich vooral met misdaadverslaggeving bezighield. Daarna was Hemmen twee jaar werkzaam voor De Telegraaf.

### Televisie
In 1993 werd Hemmen aangenomen bij het RTL Nieuws en was daar achtereenvolgens werkzaam als bureauredacteur, junior verslaggever, parlementair verslaggever, algemeen verslaggever en presentator. Vanaf 2003 was hij in de even weken presentator van het 19.30 uur nieuws. In de loop der jaren vormde Hemmen een duo met Loretta Schrijver, Mariëlle Tweebeeke, Margreet Spijker en Daphne Lammers. Eind mei 2016 ging Hemmen weg bij het RTL Nieuws, omdat hij zich meer wilde focussen op radiomaken. Zijn laatste uitzending was op vrijdag 27 mei 2016. In 2009 presenteerde Hemmen één aflevering van het televisieprogramma RTL Exclusief.
In de zomer van 2022 keerde Hemmen tijdelijk terug bij RTL Nieuws, als invaller voor RTL Z Nieuws. 
Met ingang van het elfde seizoen van Jinek, op 29 augustus 2022, kreeg het programma versterking van Roelof Hemmen als vaste sidekick om duiding en achtergronden bij het nieuws van de dag te geven.
In de zomer van 2024 was Hemmen te zien in het RTL 4-programma Over de oceaan, waarin hij met vijf andere bekende Nederlanders met een zeilschip zelf de Atlantische Oceaan overstaken. Ook deed hij mee aan het televisieprogramma De slimste mens. Op 13 september 2024 was hij gastpresentator van Tijd voor Max.
In 2025 is Hemmen een van de deelnemers aan het 25e seizoen van het RTL 4-programma Expeditie Robinson.

### Radio

#### BNR Nieuwsradio (2011–2020)
Sinds 2011 presenteerde Hemmen dagelijks een radioprogramma op BNR Nieuwsradio, BNR's Big Five. Het programma werd in het begin uitgezonden in de middag, later verhuisde het naar de ochtend, van 10:00 tot 11:00. Iedere week stonden de uitzendingen in het teken van één centraal thema, bijvoorbeeld politie, biodiversiteit, startups of psychiatrie. In elke uitzending kwamen dan deskundigen aan het woord gerelateerd aan het thema van de week.

#### Radio 538 (2020-2021)
Op 8 mei 2020 werd bekend dat Hemmen de nieuwe nieuwslezer bij De 538 Ochtendshow met Frank Dane op Radio 538 zou worden. Hij volgde hiermee Henk Blok op, die vanwege gezondheidsklachten een sabbatical nam. Hemmen begon op 1 juni 2020 en stopte volledig met zijn werkzaamheden bij BNR Nieuwsradio. Eind december 2021 werd bekend dat 538 een ander programma in de ochtend ging zetten en daardoor eindigde ook het dienstverband van Hemmen bij die zender.

## Privé
Hemmen trouwde in september 2005 met Marjon van Rijn, die toen autocuer bij RTL Nieuws was. Van Rijn overleed in december 2010 aan de gevolgen van darmkanker. Ze hadden samen drie kinderen. Hemmen heeft sinds 2012 een nieuwe relatie en is in 2018 hertrouwd.

## Tulpenrallye
Frits Wester en Roelof Hemmen deden in 2012 mee aan de Tulpenrallye, die op 7 mei 2012 in Evian van start ging en op zaterdag 12 mei bij hotel Huis ter Duin in Noordwijk aan Zee eindigde. Wester en Hemmen zamelden enkele tienduizenden euro's voor Stichting KiKa in.